# Mascareta
La mascareta, imbarcazione veneziana, è un tipo di sandolo leggero, utilizzato principalmente per la pesca, ma anche per le regate e il diporto lagunare. Ha una lunghezza che può variare tra i 6 e gli 8 metri circa. la lunghezza varia, viene spinto da 2 o 4 vogatori. 
Ad oggi è utilizzata quasi esclusivamente nelle regate giovanili e delle donne. 
È larga al massimo un metro e 18 centimetri, la fiancata invece è alta 38 centimetri.
Il peso si aggira sui 120 chilogrammi.